# قطارقویی
قطارقویی، روستایی از توابع بخش گل‌تپه شهرستان کبودرآهنگ در استان همدان ایران |و ایل غالب:بیگ محمدی ها زارعی ها است.

## جمعیت
این روستا در دهستان گل‌تپه قرار دارد و براساس سرشماری مرکز آمار ایران در سال ۱۳۹۵، جمعیت آن ۲۱۵ نفر (۲۶۶ خانوار) بوده‌است.